# Unitat perifèrica de Fòcida
La unitat perifèrica de Fòcida (en grec Nομός Φωκίδας) és una unitat perifèrica de Grècia, a la perifèria de Grècia Central, que correspon a l'antiga prefectura de Fòcida. La seva capital és Amfissa. Per a la història de la regió del mateix nom, vegeu Fòcida.

## Divisió administrativa

Municipis de Fòcida

Des de l'1 de gener de 2011, amb l'entrada en vigor del programa Cal·lícrates, les antigues prefectures van substituir-se per unitats perifèriques, que a la vegada es subdivideixen en municipis.
Ftiòtida se subdivideix en 2 municipis (numeració segons el mapa):
- Delfos (1)
- Dorida (2)